# John Schrieffer
John Robert Schrieffer (sinh 31 tháng 5 năm 1931) là một nhà vật lý nổi tiếng người Mỹ. Năm 1972, ông đã được trao giải Nobel Vật lý cùng với John Bardeen và Leon Neil Cooper cho lý thuyết BCS, lý thuyết đầu tiên mô tả một cách rất thành công cơ chế vi mô của các vật liệu siêu dẫn loại 1.
Năm 2005, Robert Schrieffer thụ án tù 2 năm tại California do đã gây ra một tai nạn giao thông làm chết một người và làm bị thương bảy người khác.